# کاترینا سربریانسکا
کاترینا سربریانسکا (به انگلیسی: Kateryna Serebrianska) ژیمناست زادهٔ ۲۵ اکتبر ۱۹۷۷ میلادی اهل کشور اوکراین است.